# Pădurea Crivineni
Pădurea Crivineni este o arie protejată de interes național ce corespunde categoriei a IV-a IUCN (rezervație naturală de tip forestier) situată în județul Buzău, pe teritoriul administrativ al orașului Pătârlagele.

## Localizare
Aria naturală  se află la poalele Carpaților de Curbură (la o altitudine medie de 400 m.) în depresiunea Pătârlagele (în partea nord-vestică a orașului omonim), în partea dreaptă a râului Buzău, lângă drumul național DN10, Nehoiu - Întorsura Buzăului.

## Descriere
Pădurea Crivineni întinsă pe o suprafață de 15,44 hectare, a fost declarată arie protejată prin Legea Nr.5 din 6 martie 2000 (privind aprobarea Planului de amenajare a teritoriului național - Secțiunea a III-a - zone protejate).

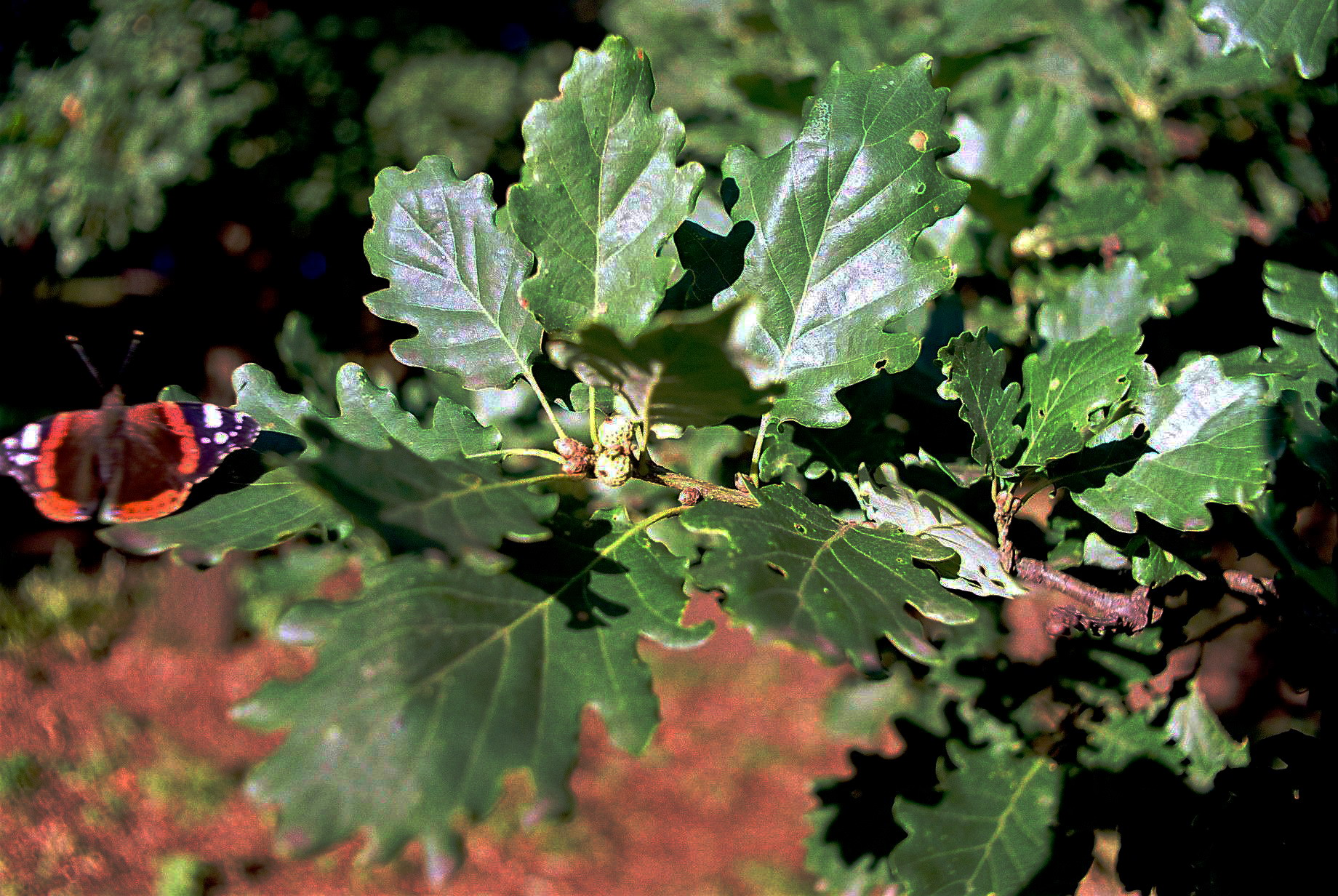
Stejar pufos (Quercus pubescens)

Rezervația naturală reprezintă o suprafață împădurită cu rol de protecție pentru o specie arboricolă de stejar, cunoscută sub denumirea populară de stejar pufos (Qurecus pubescens).